# إيرل ميركل
إيرل ميركل (بالإنجليزية: Earl Merkel)‏ (1955)؛ صحفي وروائي أمريكي.